# William Sealy Gosset
William Sealy Gosset (11 de junio de 1876 – 16 de octubre de 1937) fue un estadístico, conocido por su sobrenombre literario Student.

## Semblanza
Nacido en Canterbury, era hijo de Agnes Sealy Vidal y del coronel Frederic Gosset. Asistió a la famosa escuela privada Winchester College antes de estudiar química y matemática en el New College de Oxford. Tras graduarse en 1899, se incorporó a las destilerías Guinness en Dublín.
Guinness era un negocio agroquímico progresista y Gosset podría aplicar sus conocimientos estadísticos tanto a la destilería como a la granja para seleccionar las mejores variedades de cebada. Gosset adquirió ese conocimiento mediante estudio, prueba y error así como pasando dos temporadas durante 1906/7 en el laboratorio bioquímico de Karl Pearson. Gosset y Pearson tenían una buena relación y este último ayudó a Gosset con la matemática de sus artículos. Pearson contribuyó a los artículos de 1908, pero no apreció lo suficiente su importancia. Los artículos se referían a la importancia de las pequeñas muestras para la destilería, mientras que el biólogo disponía normalmente de cientos de observaciones y no veía la urgencia en el desarrollo de métodos basados en unas pocas muestras.
Otro investigador de Guinness había publicado anteriormente un artículo que contenía secretos industriales de la destilería. Para evitar futuras exposiciones de información confidencial, Guinness prohibió a sus empleados la publicación de artículos independientemente de la información que contuviesen. Esto significaba que Gosset no podía publicar su trabajo usando su propio nombre. De ahí el uso de su pseudónimo Student en sus publicaciones, para evitar que su empleador lo detectara. Por tanto, su logro más famoso se conoce ahora como la distribución t de Student, que de otra manera hubiera sido la distribución t de Gosset.
Gosset publicó El error probable de una media y casi todos sus artículos usando el pseudónimo Student en la publicación Biometrika creada por Pearson. Sin embargo, fue R.A. Fisher quien apreció la importancia de los trabajos de Gosset sobre muestras pequeñas, tras recibir correspondencia de Gosset en la que le decía le envío una copia de las Tablas de Student, ¡ya que es la única persona que probablemente las use jamás!. Fisher creyó que Gosset había efectuado una "revolución lógica". Irónicamente la estadística t por la que Gosset es famoso fue realmente creación de Fisher. La estadística de Gosset era z = t/√(n - 1). Fisher introdujo la forma t debido a que se ajustaba a su teoría de grados de libertad. Fisher es responsable también de la aplicación de la distribución t a la regresión.
Aunque fueron introducidos por otros, los residuos estudentizados reciben su nombre en honor a Student porque, al igual que con el problema que llevó a la distribución t de Student, la idea es ajustar la base del concepto usando las desviaciones estándar estimadas.
El interés de Gosset en el cultivo de la cebada le llevó a especular que el diseño de experimentos debería dirigirse no solo a mejorar la producción media, sino también a desarrollar variedades cuya producción no se viese afectada (robusta) por las variaciones en el suelo y el clima. Este principio solo aparece más adelante en las ideas de Fisher y luego en el trabajo de Genichi Taguchi en los años 1950.
En 1935 dejó Dublín para ocupar el puesto de Destilador Jefe (Head Brewer), a cargo de la parte científica de la producción, en la nueva destilería Guinness de Londres. Murió en Beaconsfield, Inglaterra.
Gosset fue amigo tanto de Pearson como de Fisher, un gran logro, ya que ambos se profesaban un intenso desprecio mutuo. Gosset fue un hombre modesto que cortó a un admirador con el comentario "Fisher lo hubiera descubierto de todas maneras".

## Biografía de Gosset
- E. S. Pearson (1990) ‘Student’, A Statistical Biography of William Sealy Gosset, Editado y completado por R. L. Plackett con la ayuda de G. A. Barnard, Oxford: University Press.
- E. S. Pearson, "'Student' as Statistician, Biometrika Vol. 30, n.º 3/4 (Jan., 1939), pp. 210-250.